# Cmentarz żydowski w Kietrzu
Cmentarz żydowski w Kietrzu – kirkut został założony w 1845. Znajdował się on przy obecnej ul. Okopowej. Podczas II wojny światowej hitlerowcy zdewastowali kirkut, wywożąc większość macew.
Po wojnie, około 1945 lokalne władze przeprowadziły prace porządkowe na kirkucie. Jednak w późniejszych latach kirkut został zaniedbany i obecnie nie ma po nim żadnego śladu. Na jego miejscu mieści się park.